# Pitasch

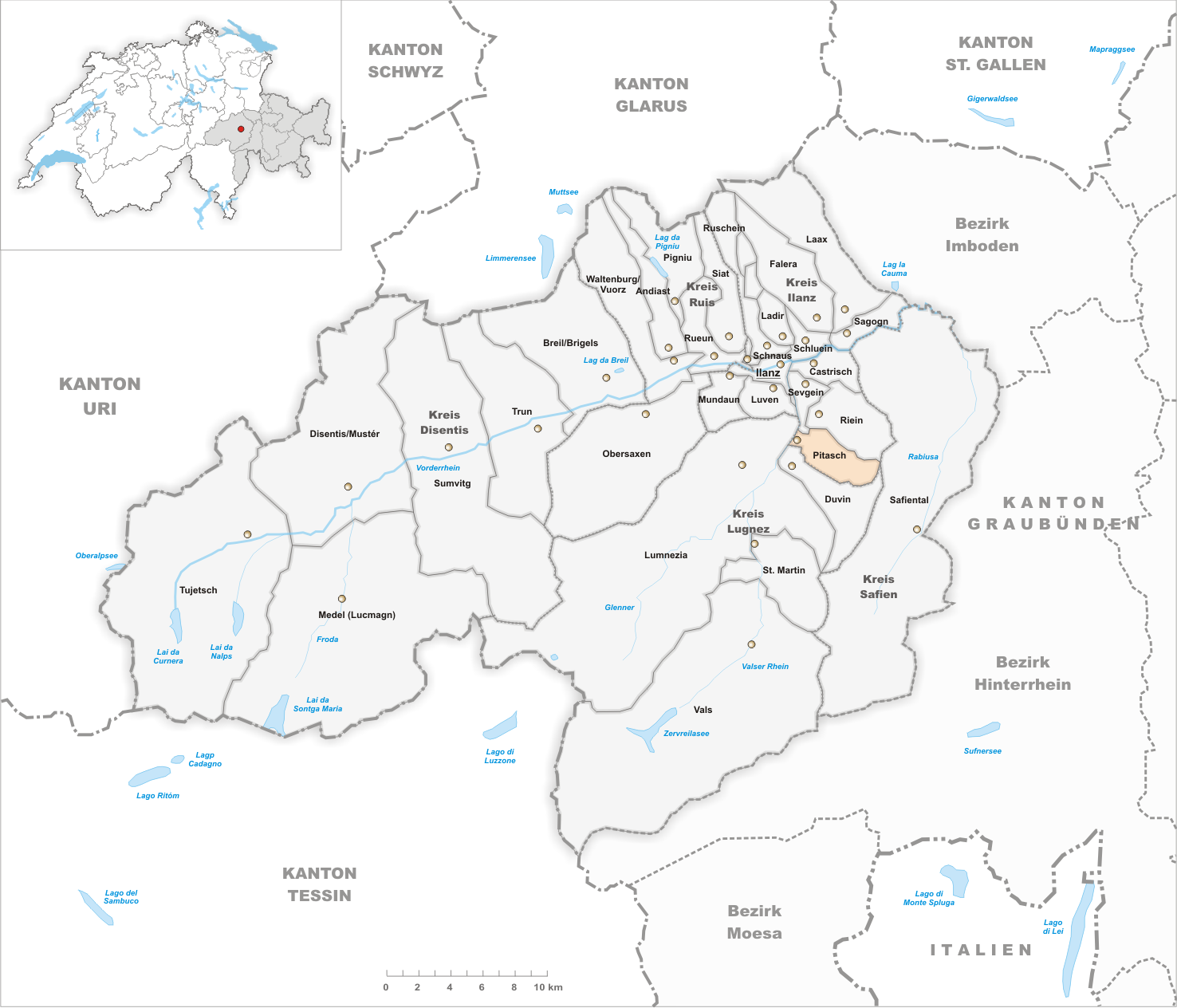
Gemeindestand vor der Fusion am 1. Januar 2014

Pitasch ([piˈtaːʃ]ⓘ) ist eine Ortschaft in der Gemeinde Ilanz/Glion und liegt im Val Lumnezia, Kanton Graubünden.
Bis am 31. Dezember 2013 bildete Pitasch eine eigene politische Gemeinde.

## Geographie
Der Ort liegt auf einer Terrasse zwischen dem Rieinertobel (rätoromanisch Val Renastga) im Norden und dem Pitascherboden (romanisch Val da Pitasch) im Süden. Obwohl geografisch im Val Lumnezia gelegen, gehörten die Orte Riein und Pitasch wegen ihrer Nähe zu Ilanz und der dortigen Talebene des Rheines schon vor ihrer Fusion mit Ilanz politisch und kirchlich zur Gruob, die romanisch Foppa heisst. Das regionale Zentrum Ilanz ist 4,5 km von Pitasch entfernt.
Historisch wichtig war der einstige Passübergang übers Güner Lückli ins Safiental und von dort weiter nach Italien. Das einstige Gemeindegebiet stieg vom Glenner bis zum Güner Horn (romanisch Piz Gün, 2851 m ü. M.) von West nach Ost an. Vom gesamten ehemaligen Gemeindegebiet von 1081 ha sind 531 ha von Wald und Gehölz bedeckt. Weitere 339 ha können landwirtschaftlich genutzt werden, zumeist als Maiensässe. Nebst 195 ha unproduktiver Fläche (überwiegend Gebirge) gibt es 16 ha Siedlungsfläche.

## Geschichte

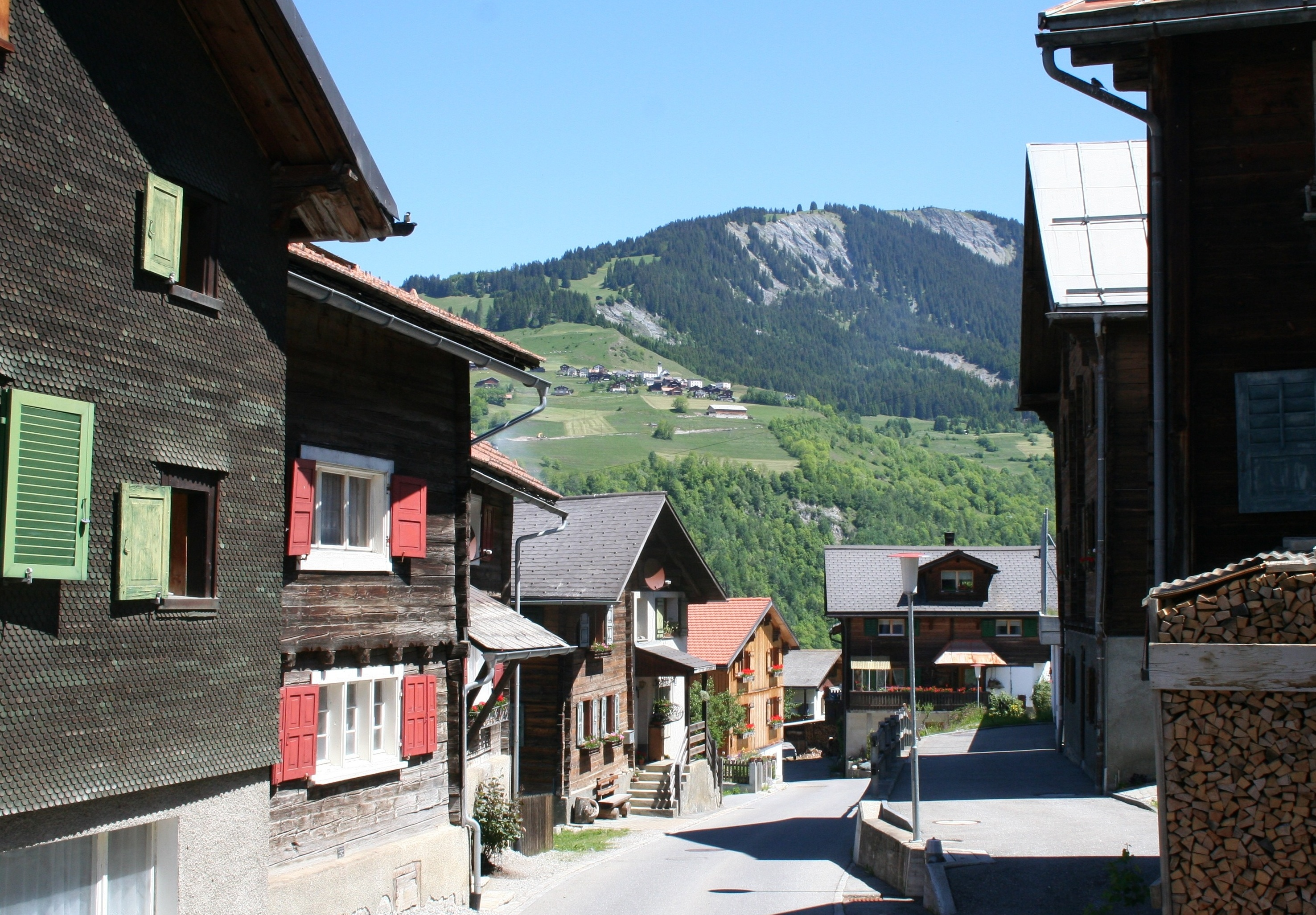
Pitasch mit Blick auf Riein

Frühe Siedlungsspuren sind keine zu finden. Pitasch wird bereits um 801 und 850 als Pictaui und im Jahre 960 als Pictaso in Urkunden aus dem 16. Jahrhundert erwähnt.
Der Bündner Historiker Otto Clavadetscher vermutete einen Wortstamm, dem auch die französische Stadt Poitiers zugrunde liegt. Pictaui war die römische Bezeichnung für eine Siedlung an einer Weggabelung.
Der Weg von Ilanz nach Pitasch über das Güner Lückli spielte bis zur Eröffnung des Viamala-Weges von 1473 eine wichtige Rolle als Transitroute in den Süden und für den Viehhandel in die Lombardei. Er wurde insbesondere auch von den Walsern des Safientales oft benutzt. Der Gebirgspass spielte aber auch im europäischen Saumverkehr über die Alpenpässe eine wichtige Rolle. 1477 wurden die am Passweg zum Güner Lückli gelegene Alp Moliet durch die Lugnezer Vögte Gilli de Mont und Hertli von Capol aus Vella aufgeführt. Sie kontrollierten und unterhielten die Passroute ins Safiental und Richtung Italien.
In Pitasch ist bereits um 840 ein karolingisches königliches Gut nachgewiesen. Die königliche 1487 erwähnte Eigenkirche mit St.-Martin-Patrozinium wurde 960 von König Otto I. dem Bischof von Chur im Tausch übertragen. Besitzer des im 12./13. Jahrhundert erbauten Saalhauses im Dorfkern waren vermutlich die 1139 urkundlich erwähnten Herren von Pitasch. Im Mittelalter herrschten verschiedene bischöfliche Ministerialgeschlechter in Pitasch als Lehensträger. Nachfolger waren die Freiherren von Belmont und nach deren Aussterben jene von Sax-Misox. Letztere verkauften 1483 ihre Herrschaftsrechte dem Churer Bischof.
Im Spätmittelalter waren vor allem die Freiherren von Montalt in Pitasch begütert. 1350 sind ein Meierhof im Dorf und östlich von Pitasch eine Hube in Cabiena mit Getreide- und Käseabgaben bezeugt. Pitasch teilte bis ins 16. Jahrhundert die politische Geschichte der Herren von Castrisch. Ausgrabungen an der reformierten Kirche bezeugten zudem eine Nonnenpforte, welche den Einfluss des Klosters Cazis in Pitasch nachwies.
Die Kirchgemeinde wurde 1487 selbstständig durch die Loslösung von Sagogn und trat 1526 zur Reformation über. Zwölf Jahre später kauften sich die Pitascher frei. Zu Beginn des 21. Jahrhunderts bildet das überwiegend rätoromanische Pitasch mit Duvin und Riein eine reformierte Kirchgemeinde.
In der Neuzeit war das Dorfleben zur Hauptsache durch den bäuerlichen Alltag geprägt.
Die Pitascher Mühle, Säge und das Wirtshaus am Glenner sind seit jeher gewerblicher Mittelpunkt. Basis des Erwerbs ist indes die dreistufige Viehwirtschaft. 1984 wurde eine Gesamtmelioration beschlossen, 1988 das Gemeindezentrum eröffnet. Das Dorfbild ist noch weitgehend intakt.
Am 1. Januar 2014 fusionierte Pitasch mit den damaligen Gemeinden Castrisch, Duvin, Ilanz, Ladir, Luven, Pigniu, Riein, Rueun, Ruschein, Schnaus, Sevgein und Siat zur neuen Gemeinde Ilanz/Glion.
→ siehe auch Abschnitt Geschichte im Artikel Lumnezia

## Wappen
| Wappen von Pitasch | Blasonierung: «In Silber (weiss) auf grünem Dreiberg drei grüne Tannen»  |
| Wappen von Pitasch | Übernahme des Siegelmotivs aus der Mitte des 19. Jahrhunderts ins Wappen |

## Bevölkerung
| Bevölkerungsentwicklung | Bevölkerungsentwicklung | Bevölkerungsentwicklung | Bevölkerungsentwicklung | Bevölkerungsentwicklung | Bevölkerungsentwicklung | Bevölkerungsentwicklung |
| ----------------------- | ----------------------- | ----------------------- | ----------------------- | ----------------------- | ----------------------- | ----------------------- |
| Jahr                    | 1850                    | 1900                    | 1950                    | 2000                    | 2004                    | 2013                    |
| Einwohner               | 96                      | 105                     | 125                     | 118                     | 117                     | 99                      |

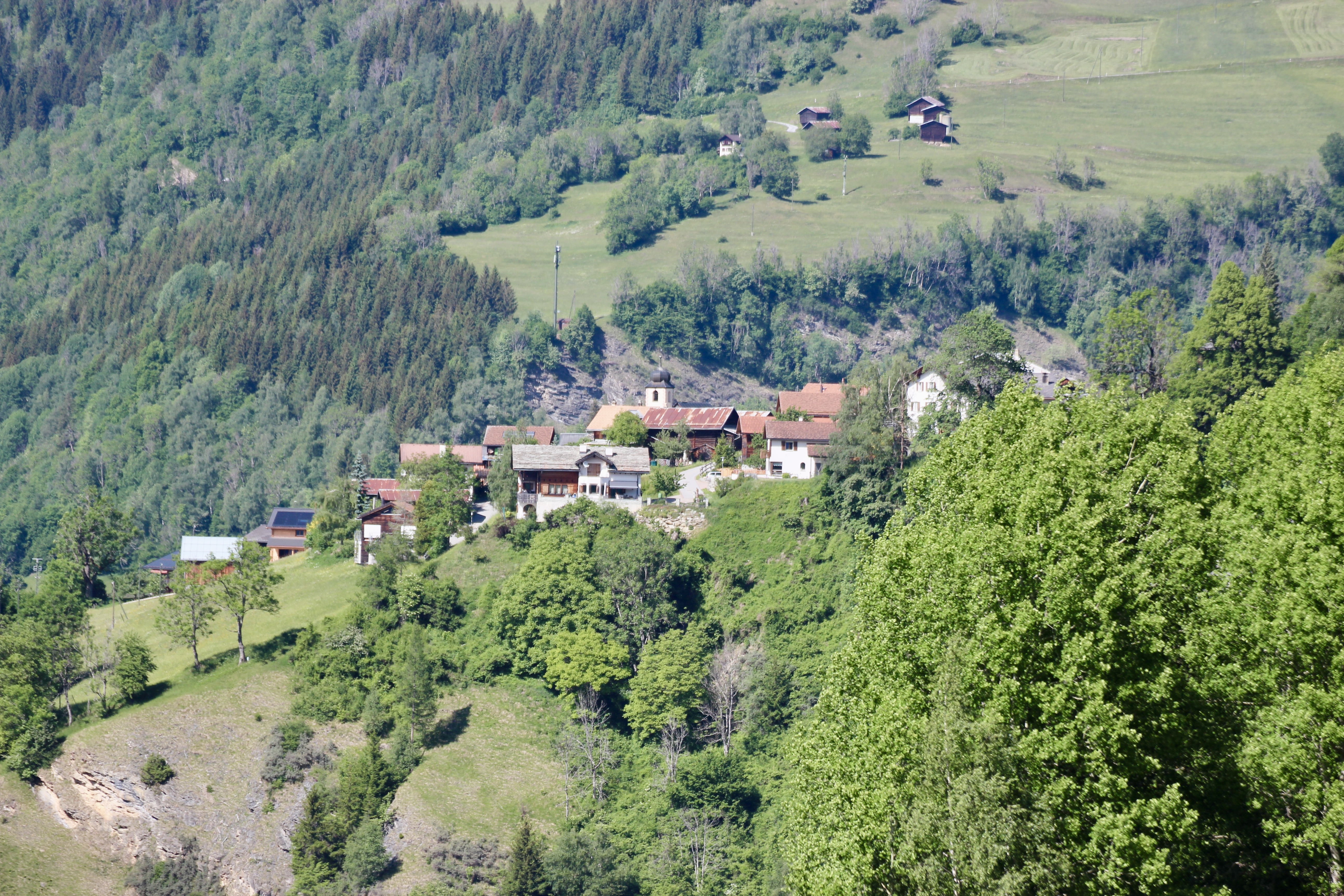
Pitasch von Süden

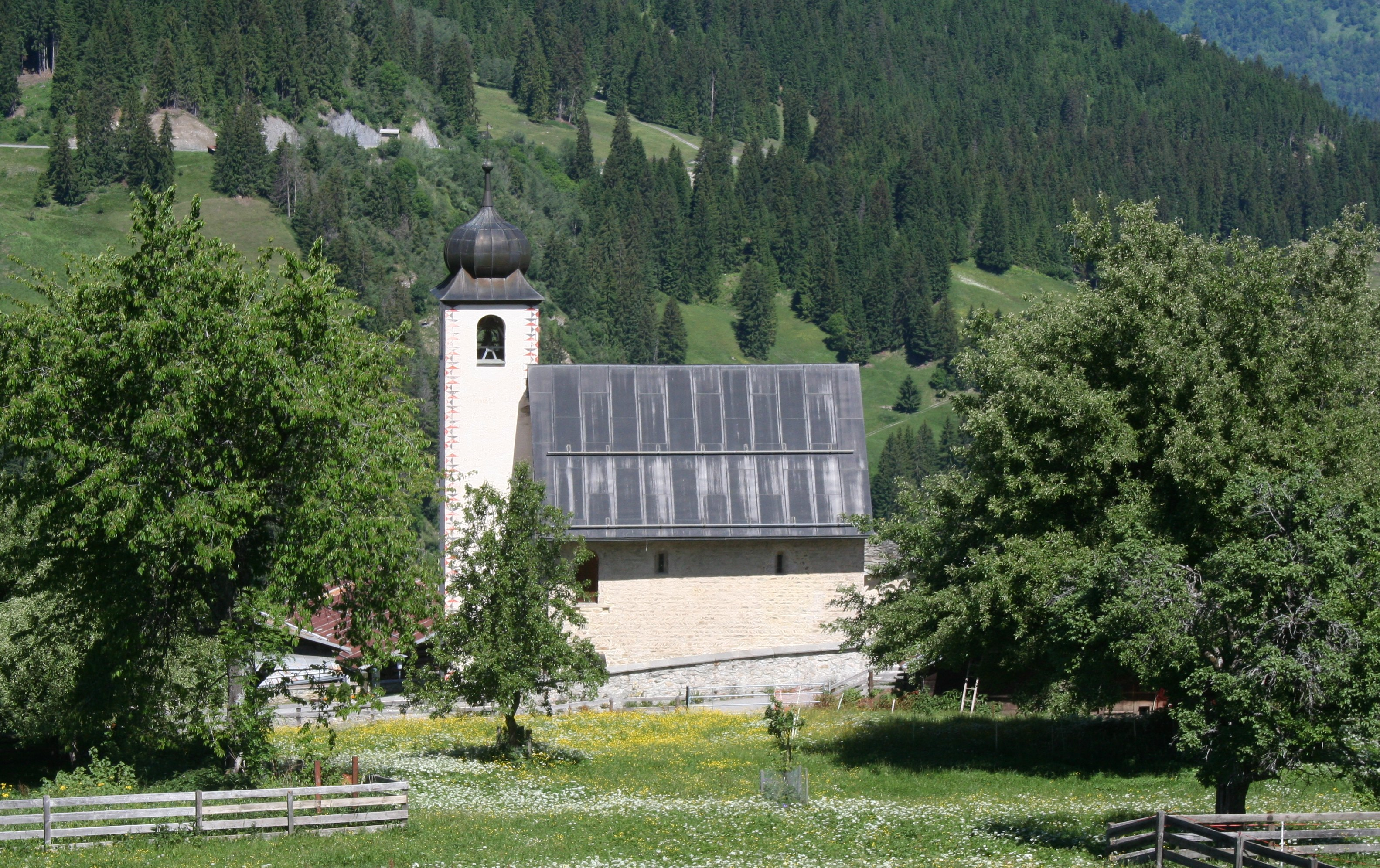
Reformierte Kirche

Im Jahre 2004 lebten im Dorf ausser zwei Bewohnern alles (= 98,32 %) Schweizer Staatsangehörige. Die Bevölkerung spricht mehrheitlich Sursilvan und ist reformiert. Hauptbeschäftigung ist die Landwirtschaft, und Vereinzelte pendeln für einen Erwerb ausserhalb des Dorfes ins Regionalzentrum Ilanz oder weiter talabwärts ins Churer Rheintal. Die Bevölkerung ist heute zweisprachig. Schulort ist Ilanz.
Am Taleingang des Pitascher Tobels zweigt bei der Pitascher Mühle (einer Gaststätte) die Zufahrtsstrasse zu diesem Terrassen- und Wiesendorf ab, das einen beachtlichen Waldbestand besitzt. Pitasch war lange Zeit Ferienort für Erholungssuchende des Blauen Kreuzes und konnte seine Einwohnerzahl dank Zweitwohnungsnehmern stabilisieren. Das soziale Leben spielt sich in Dorfvereinen ab.
Die reformierte Kirchgemeinde Pitasch ist Teil der Pastorationsgemeinschaft Luven/Flond/Pitasch/Duvin.

## Sehenswürdigkeiten
Die reformierte Kirche wurde um 950 erbaut. An der Nordfassade finden sich Bilder des Waltensburger Meisters.

## Bilder

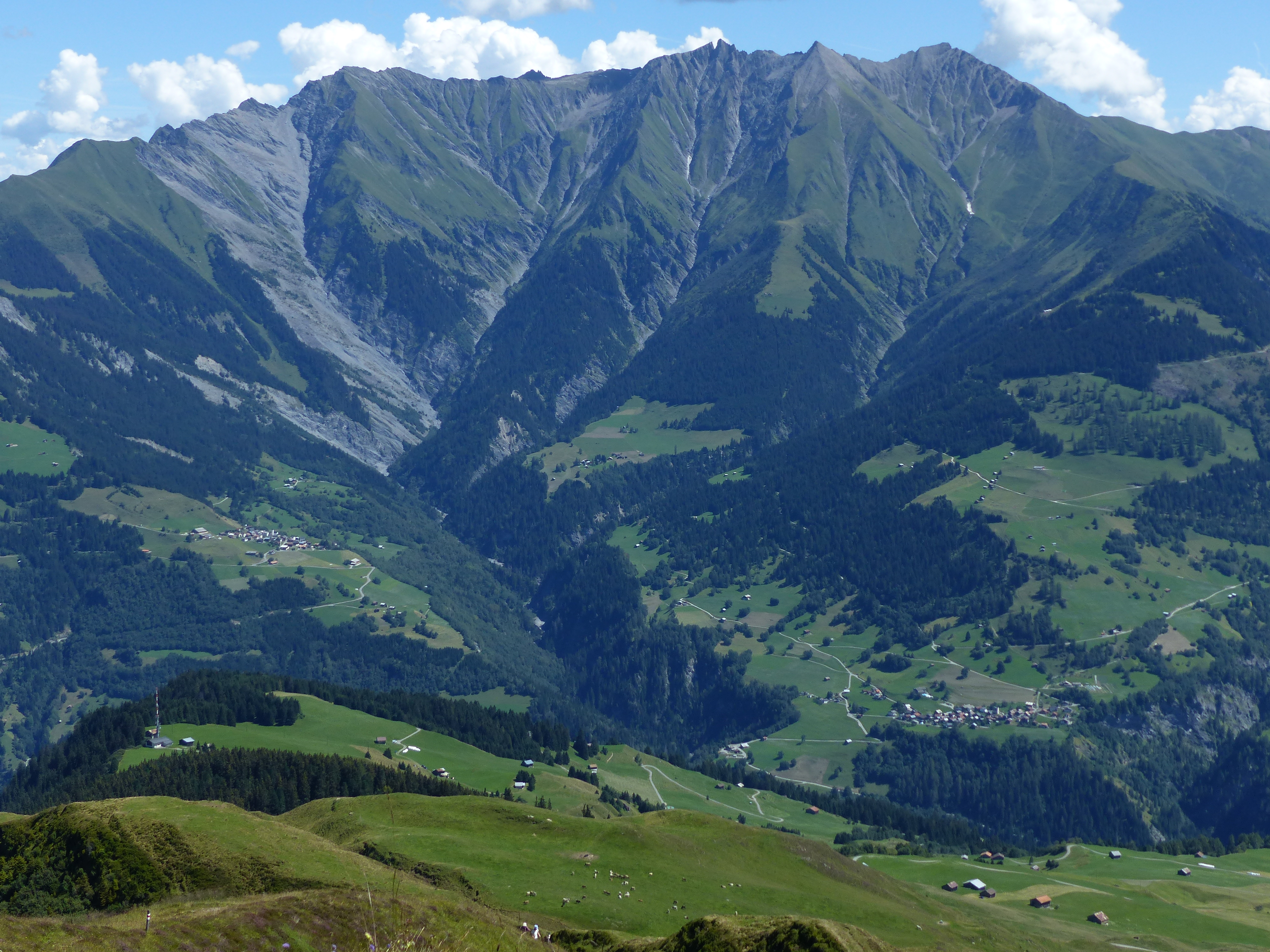
Signinagruppe mit rechts Pitasch und links Riein
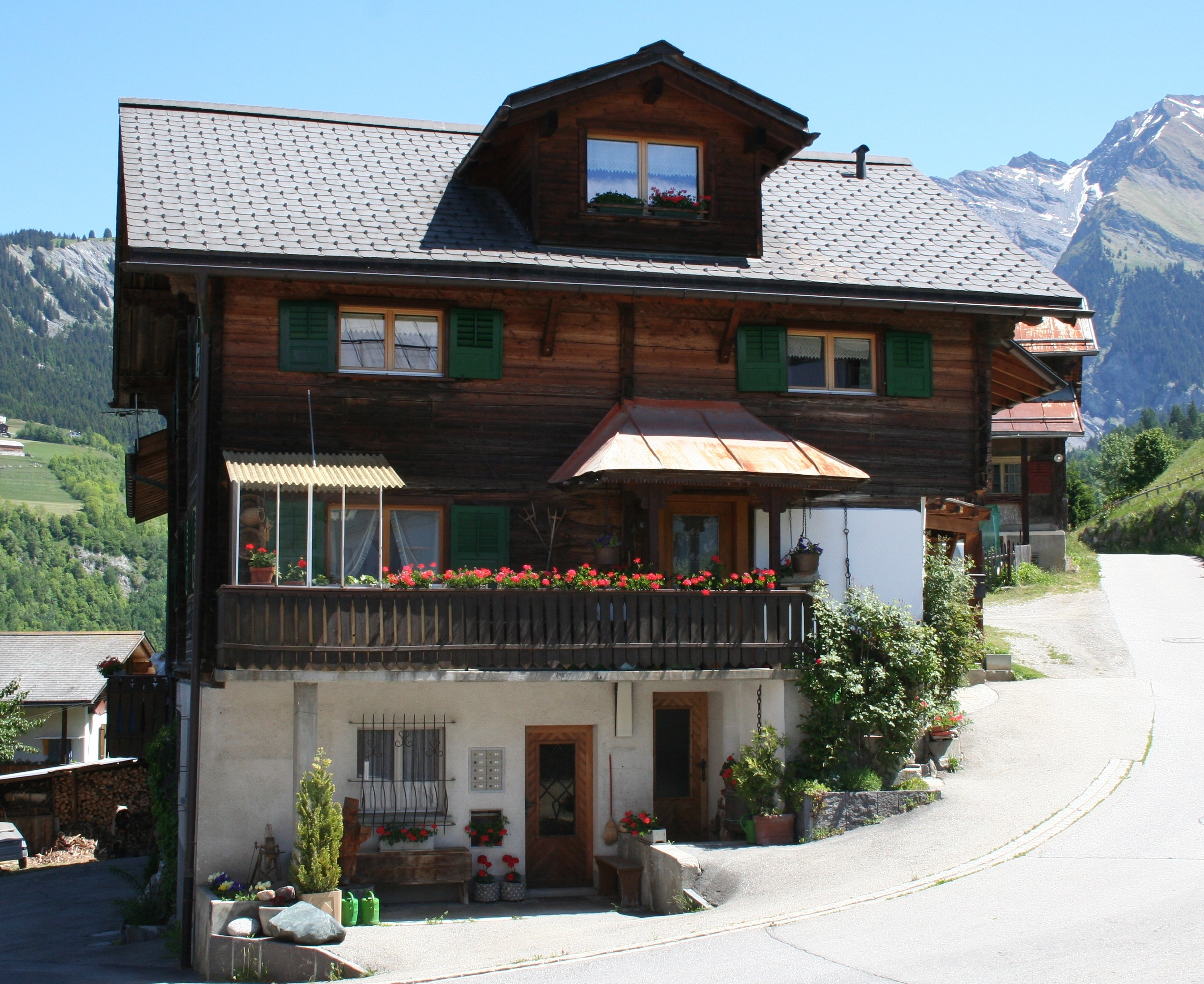
Altes Postgebäude
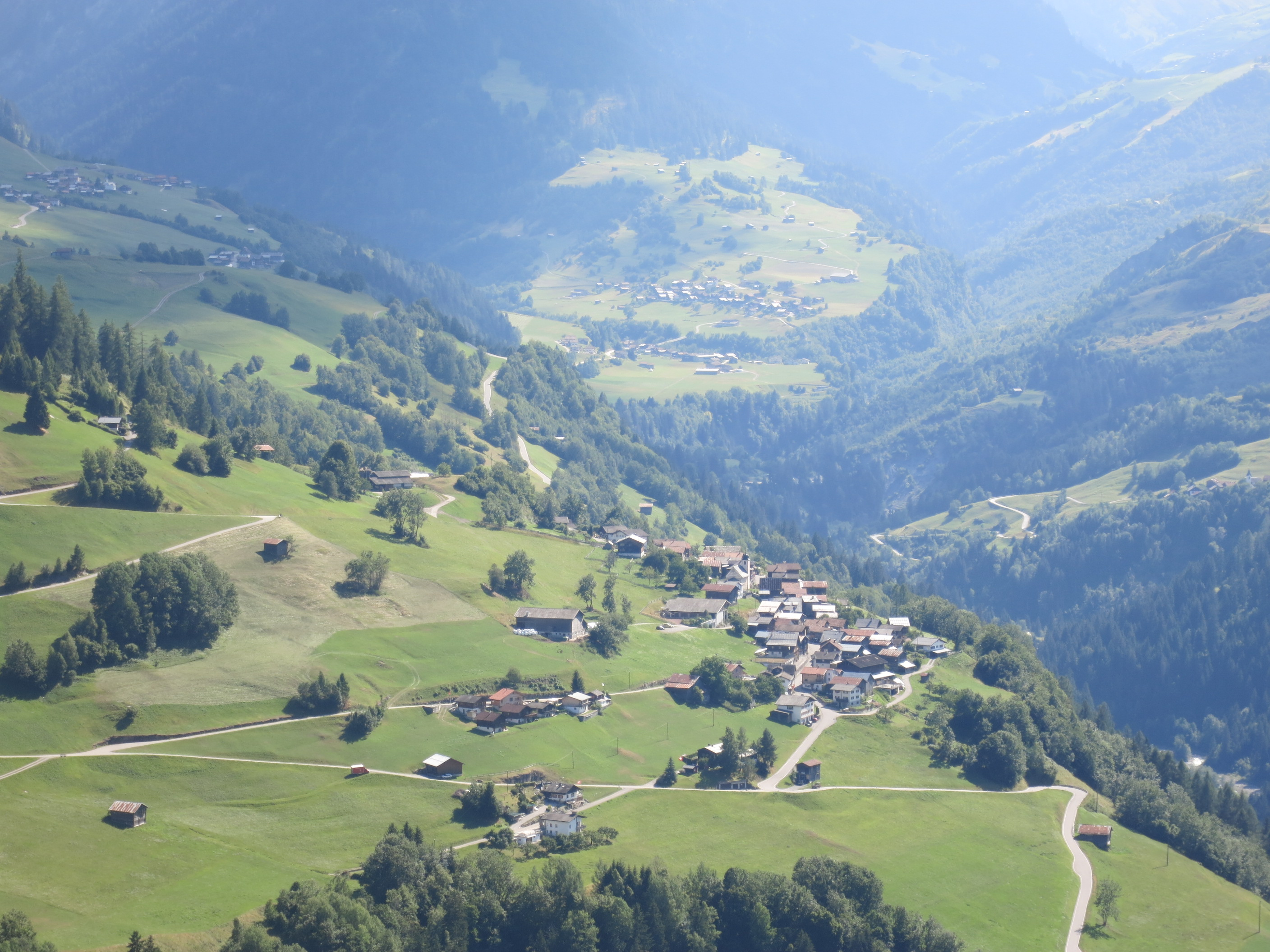
Blick nach Pitasch von Riein aus